# الإنجليزية القياسية
الإنجليزية القياسية (SE) هي أي شكل من أشكال اللغة الإنجليزية المقبولة باعتبارها رمز وطني في البلدان الناطقة باللغة الإنجليزية. في الجزر البريطانية، وخاصة في إنجلترا وويلز، غالبا ما ترتبط الإنجليزية القياسية بلهجة «النطق المعتمد» أو «المقبول» (received pronunciation) (هناك عدة أنواع من اللهجة الواحدة) وUKSE (الإنجليزية القياسية المملكة المتحدة)، التي ترجع إلى قواعد ومفردات اللغة. في اسكتلندا اللغة المعيارية هي الإنجليزية الاسكتلندية القياسية. وفي الولايات المتحدة ترتبط عموما بالأمريكية الشائعة، وفي أستراليا مع الأسترالية الشائعة.

## تعريفات متعددة
على الرغم من أن اللغة الإنجليزية القياسية تعتبر عموماً النوع الأكثر رسمية من اللغة الإنجليزية فإن هناك مجموعة من الضروب الاستعمالية المختلقة الموجودة في الإنجليزية القياسية، على سبيل المثال عند مقارنة لغة المستخدمة في كتابة صحيفة مع ورقة أكاديمية. كما ينبغي أيضاً أن نفرّق بين معايير التحدث والكتابة. تُعتبر معايير التحدث تقليدياً أكثر مرونة من معايير الكتابة، وأسرع في قبول التغييرات الجديدة في النحو والمفردات. ويشكّل اختلاف المناطق الجغرافية عموماً مجموعة من القواعد المقبولة، وغالبا تلك التي وضعها النُحاة من القرن الثامن عشر.
نشأت اللغة الإنجليزية  في إنجلترا خلال عهد الأنجلوسكسونية، وتعتبر الآن اللغة الأولى أو الثانية في العديد من دول العالم، وقد طوّرت كثير من هذه الدول لغة واحدة أو أكثر كمعيار من «المعايير الوطنية». وتعتبر اللغة الإنجليزية هي اللغة الأولى للغالبية العظمى من السكان في عدد من البلدان، بما في ذلك المملكة المتحدة، الولايات المتحدة، كندا، ايرلندا، أستراليا، نيوزيلندا، جامايكا، ترينيداد وتوباغو، جزر البهاما، بربادوس، وهي كذلك اللغة الرسمية للعديد من الدول الآخرى بما في ذلك الهند، باكستان، الفلبين، جنوب أفريقيا ونيجيريا.
أصبحت اللغة الإنجليزية الأكثر استخداما على نطاق واسع كلغة الثانية وذلك نتيجة للاستعمار والهجرات التاريخية للناطقين باللغة الإنجليزية، والاستخدام والسائد للغة الإنجليزية كلغة دولية للتجارة (lingua franca).  وفي البلدان التي لا تكون فيها اللغة الإنجليزية هي اللغة الأم ولا تستخدم على نطاق واسع، تستخدم لغة غير الناطقين يمكن  ك«معيار» لأغراض التدريس (عادة الإنجليزية الإنجليزية أو إنجليزية أمريكا الشمالية).

## قواعد اللغة
على الرغم من أن اللغة الإنجليزية القياسية متشابهة في مختلف البلدان الناطقة بالإنجليزية، غالبا ما يكون هناك اختلافات نحوية طفيفة النحوية بينهم. ففي الإنجليزية الأمريكية والأسترالية مثلاً تم قبول الفعلين "sunk" و"shrunk" كتصريف ماضي للفعلين "sink" و"shrink"، في حين أن اللغة الإنجليزية البريطانية القياسية لا تزال تصر على "sank" و"shrank". في إنجليزية جنوب أفريقيا أصبح شائعاً حذف المكمل اللفظي، في ظاهرة يُحذف فيها المفعول به من الأفعال المتعدية مثل: "Did you get?" - "You can put in the box". هذا النوع من الجمل غير مقبول في معظم الأشكال أخرى من الإنجليزية القياسية.

## الإملاء
تستخدم الإنجليزية القياسية (مع استثناءات نادرة) إما النظم الإملائية الأمريكية أو البريطانية، أو خليطًا من الاثنين (مثل الإنجليزية الأسترالية والكندية والهندية). ويعتبر نظام الإملاء البريطاني هو السائد في دول الكومنولث.

## وصلات خارجية
- تطوير اللغة الإنجليزية القياسية مطبعة جامعة كامبريدج